# Bustarel
Bustarel es una casería perteneciente a la parroquia de San Salvador del Valledor, en el concejo de Allande, comarca del Narcea, Principado de Asturias, España.